# 大绒鼠
大绒鼠（学名：Eothenomys miletus）为仓鼠科绒鼠属的动物，是中国的特有物种。分布于云南、四川等地，一般生活于山地森林。该物种的模式产地在云南漾鼻。

## 亚种
- 大绒鼠贡山亚种（学名：Eothenomys miletus confinii），Hinton于1923年命名。在中国大陆，分布于泸水一带）、云南（贡水等地。该物种的模式产地在云南贡山县附近。[3]
- 大绒鼠指名亚种（学名：Eothenomys miletus miletus），Thomas于1914年命名。。[4]